# Arné
Arné es una comuna francesa situada en el departamento de Altos Pirineos, en la región de Occitania. 

## Demografía
| 251 | 257 | 234 | 199 | 188 | 187 | 190 |
| Para los censos de 1962 a 1999 la población legal corresponde a la población sin duplicidades (Fuente: INSEE [Consultar]) |     |     |     |     |     |     |